# Menorca
Menorca a Földközi-tenger nyugati részén fekvő, Spanyolországhoz tartozó sziget, a Baleári-szigetek második legnagyobb tagja. A sziget lakossága mintegy 100 ezer fő, legnagyobb városa és adminisztratív központja Mahón (katalánul Maó).

## Etimológia
Neve a latin Balearis Minor, később Minorica kifejezésből származik, ami arra utal, hogy ez a kisebbik sziget a Baleár-szigetek nagy szigete, Mallorca mellett. 

## Történelme
A sziget jellegzetes megalitikus építményeiről, csak itt található kamrasírokról (naveta), T-oszlopairól (taula), kőfalairól (talaiot) is ismert. A korai baleári építészetre hatással voltak más mediterrán kultúrák is, például úgy vélik, hogy a vakolt faoszlopok használatát a minószi Knosszoszból tanulták el. 

### Ókor

Menorca zászlaja

Miután Róma a második pun háborúban elfoglalta Hispániát, jelentősen megnőtt az Ibériai-félsziget és Itália közötti kereskedelmi hajóforgalom. Ezt kihasználva Menorcán és Mallorcán kalózok települtek meg és innen kiindulva fosztogatták a római kereskedőket. Róma nem sokáig tűrte ezt és i.e. 121-re a teljes szigetcsoportot megszállták és betagozták a birodalmuk Hispania Citerior provinciájába. I.e. 13-ban Augustus császár közigazgatási reformja után a szigetek Hispania Tarraconensis provinciához kerültek.
A római időkben Menorcának jelentős zsidó népessége volt. Az 5. századi Severus püspök ír arról, hogy 418-ban 540 zsidó férfit és nőt kényszerítettek a megkeresztelkedésre. A keresztelkedést megtagadó gazdag zsidókat kiűzték a városokból, zsinagógáikat felgyújtották. Ennek ellenére a vallásukat nyíltan vagy titokban, látszólag keresztényként űző baleári zsidó közösség (a xueták) egészen a 20. századig fennmaradt. 

### Középkor
Az 5. században a vandálok kerítették hatalmukba a szigetet, amit a Bizánci Birodalom 534-ben visszafoglalt. Miután az Ibériai-félszigetet elfoglalták a mórok, Menorcát 903-ban a Cordobai Kalifátushoz csatolták Manúrka név alatt. Ekkoriban jelentős számú muszlim költözött a szigetre. A keresztények 1231-ben visszavették Mallorcát, de Menorca formailag önálló muszlim állam maradt, amely azonban adót fizetett Aragóniának. III. Alfonz aragón uralkodó végül 1287. január 17-én megszállta a szigetet és a Mallorcai Királysághoz csatolta; ezt a napot máig Menorca nemzeti ünnepeként tartják nyilván. A muzulmán lakosság egy részét erőszakkal megtérítették, a többieket Ibiza, Valencia és Barcelona piacain adták el rabszolgának.
1344-ben Aragónia királya országába olvasztotta az addig vazallus Mallorcai Királyságot. Aragónia és Kasztília uniója után a szigetek is az egyesült Spanyolországhoz kerültek. A 16. századtól kezdve Menorca sokat szenvedett a berber kalózok támadásaitól; 1535-ben Hajreddín Barbarossa elfoglalta Mahónt és 6000 lakosát elhurcolta rabszolgának. 

### 18. század

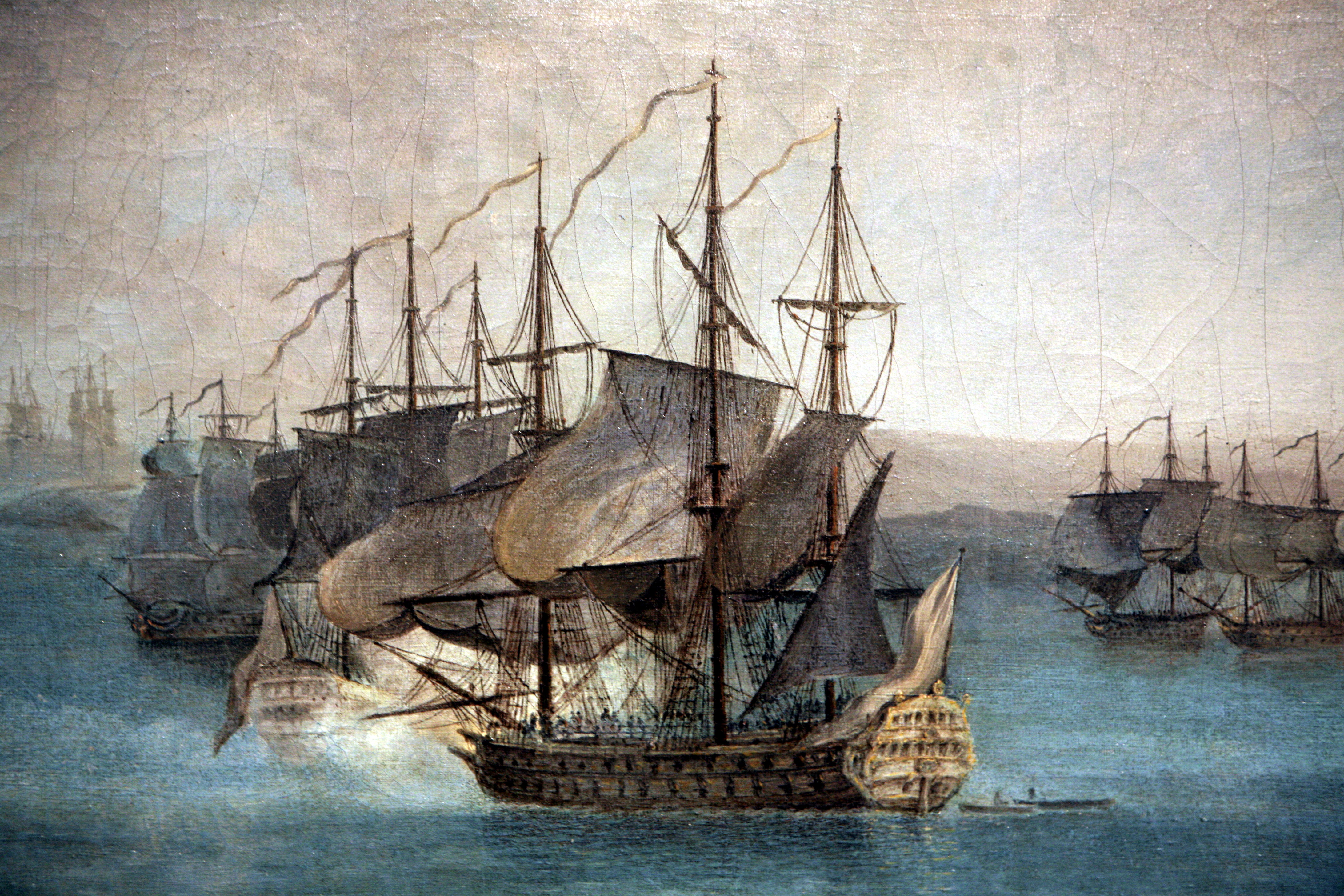
A menorcai csata, 1756 (Nicolas Ozanne képe)

A spanyol örökösödési háborúban Nagy-Britannia megszállta Menorcát, melyet a háborút lezáró utrechti békében Gibraltárral együtt elcsatolt Spanyolországtól. A fővárost Mahónba helyezték át, ahol flottabázist építettek ki a brit hadihajók számára.
A hétéves háború során 1756-ban Franciaország foglalta el a szigetet, de a háború után visszakerült az angolokhoz. Miután Franciaország belépett az amerikai függetlenségi háborúba, francia-spanyol csapatok 1782-ben újra megszállták Menorcát, amely a következő évben, a versaillesi béke alapján visszakerült Spanyolországhoz. A britek még egyszer partra szálltak 1798-ban a napóleoni háborúk során és a sziget csak 1802-ben került vissza, immár véglegesen, a spanyol koronához. Spanyolország francia megszállása idején a Baleári-szigetek függetlenek maradtak, az immár szövetséges brit flotta védelmének köszönhetően. 

### 20. század
A spanyol polgárháborúban Menorca a köztársasági oldalt támogatta, míg a Baleárok többi tagja Franco pártján állt, ráadásul a másik három szigetet (Mallorcát, Ibizát és Formenterát) az olasz hadsereg szállta meg. Jelentős harcokra nem került sor, bár az olasz Corpo Truppe Volontarie megbombázta a szigetet és sokan meghaltak, amikor megpróbálták fegyverrel elfoglalni Mallorcát. 1939 februárjában a francóisták partraszálltak, a magukat megadó köztársaságpárti csapatokat pedig a brit flotta evakuálta.
1993 októberében az UNESCO Menorca teljes területét bioszféra-rezervátumnak nyilvánította. 2005-ben Menorca csatlakozott a Szigetjátékokat szervező International Island Games Association szövetséghez.

## Éghajlat
| Hónap                                   | Jan. | Feb. | Már. | Ápr. | Máj. | Jún. | Júl. | Aug. | Szep. | Okt. | Nov. | Dec. | Év   |
| --------------------------------------- | ---- | ---- | ---- | ---- | ---- | ---- | ---- | ---- | ----- | ---- | ---- | ---- | ---- |
| Átlagos max. hőmérséklet (°C)           | 14,0 | 14,2 | 15,5 | 17,3 | 21,1 | 25,0 | 28,4 | 28,9 | 26,1  | 22,0 | 17,7 | 15,2 | 20,5 |
| Átlagos min. hőmérséklet (°C)           | 7,5  | 7,5  | 8,4  | 10,0 | 13,4 | 17,2 | 20,3 | 21,1 | 18,7  | 15,4 | 11,1 | 8,9  | 13,3 |
| Átl. csapadékmennyiség (mm)             | 59   | 47   | 42   | 48   | 37   | 14   | 3    | 22   | 48    | 81   | 85   | 64   | 550  |
| Forrás: Agencia Estatal de Meteorología |      |      |      |      |      |      |      |      |       |      |      |      |      |

## Népesség
| Lakosok száma | 94 383 | 91 601 | 94 885 | 96 467 | 100 323 |
|               | 2010   | 2016   | 2020   | 2022   | 2024    |

## Kultúra

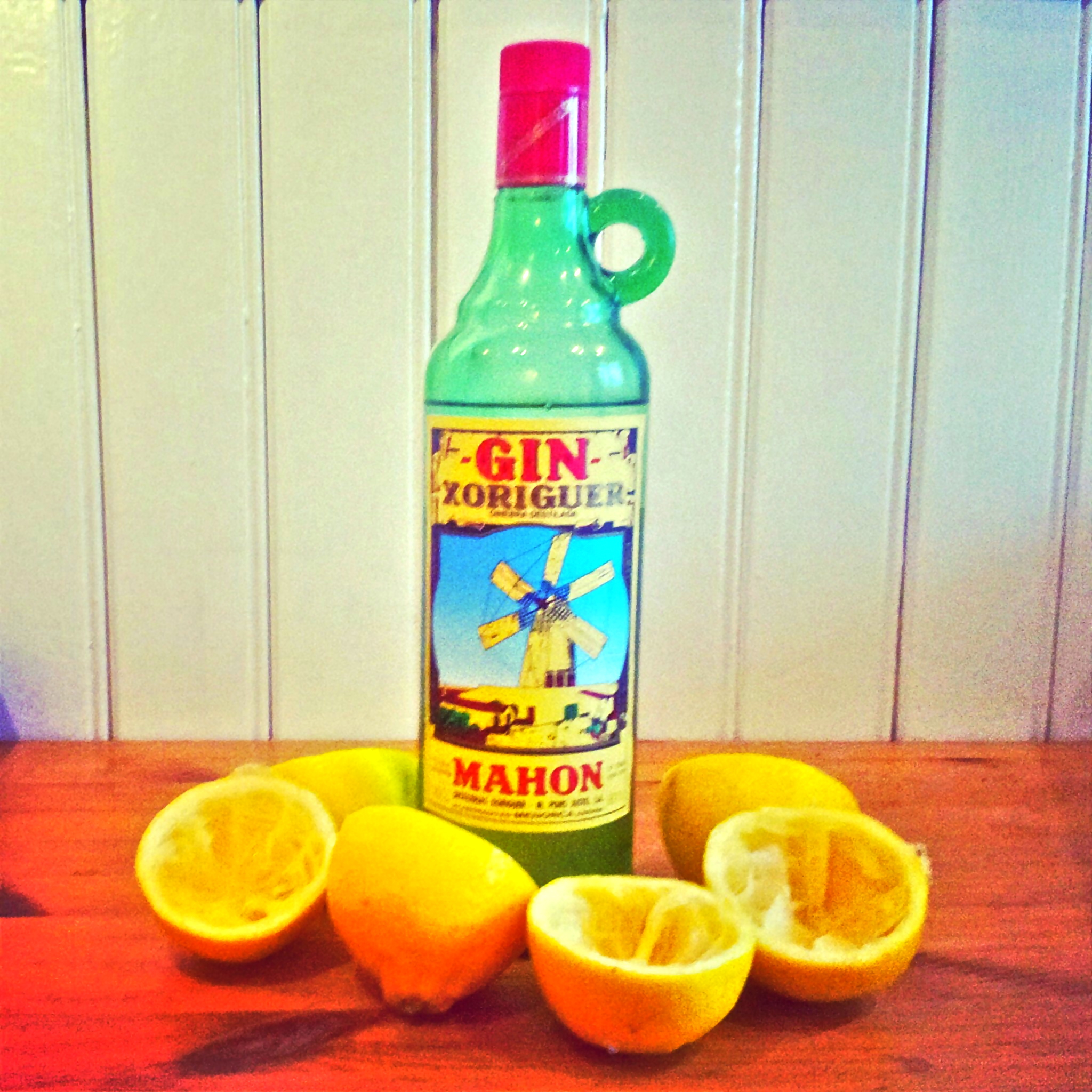
Menorcai gin

Mahónban minden évben megtartják a nemzetközi operahetet és az orgonafesztivált, Ciutadellában pedig a Capella Davidica koncertek és a nyári zenefesztivál a fő kulturális események. A sziget városaiban nyaranta fiestákat rendeznek. Ciutadellában június 23-25 között rendezik a Festes de Sant Joan-t, melynek során felvonulnak a helyi lófajta, a fekete szőrű menorquín képviselői és lovasaik békés kopjás bemutatókon bizonyíthatják ügyességüket.
A régmúltban a szigeten jelentős volt a bortermelés; bár a 20. század során ez visszaesett, újabban számos új borkészítő gazdaság nyílt. A brit történelmi befolyásnak tulajdonítható a helybeliek gin iránti vonzalma, jellemzően keserű citromos üdítővel keverve, Pomada formájában isszák. Híres a mahóni sajt és majonéz is.
Menorca hivatalos nyelvei a katalán és a spanyol. 2012 óta a főváros hivatalos elnevezése is Maó-Mahón. A helybeliek a katalán lokális változatát, a menorquít beszélik, de rendszerint jól kommunikálnak spanyolul is. A bevándorlók jellemzően csak a spanyolt beszélik. 

## Élővilág

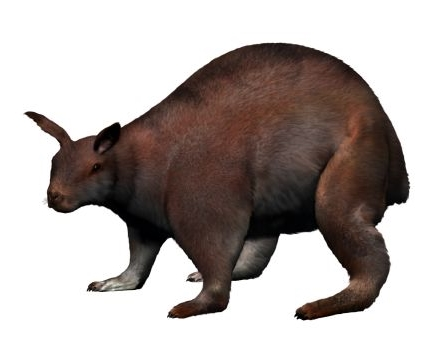
A kihalt menorcai óriásnyúl

Menorcán több mint 900 virágos növény - közöttük 24 (vagy 25) orchidea- honos; többségük nagyobb területen elterjedt mediterrán faj, de vannak endemikus növényei is. A látványos rovarok közül 30 lepke- és 17 szitakötőfaj él a szigeten.
A kétéltűeket három faj, a zöld varangy, a tavi béka és a mediterrán levelibéka képviseli. Gyakran látható a római gyík (Podarcis siculus) és a marokkói faligyík (Teira perspicillata). A szigeteken endemikus a baleári faligyík (Podarcis lilfordi). A gekkóknak két faja, a fali gekkó (Tarentola mauritanica) és a török gekkó (Hemidactylus turcicus) található Menorcán. Kígyókból négy faj található itt: a viperasikló (Natrix maura), a vízisikló (Natrix natrix), az ál-rézsikló (Macroprotodon cucullatus) és a hegyesorrú sikló (Rhinechis scalaris). A hüllőket még a görögteknős (Testudo hermanni), mocsári teknős (Emys orbicularis) és az amerikai eredetű vörösfülű ékszerteknős (Trachemys scripta) képviseli.
Menorca a vándormadarak pihenőhelye és a madármegfigyelők paradicsoma. A helyben fészkelők közé tartozik a korallsirály, a kék kövirigó és a kövi pacsirta. Előfordul a törpesas, vörös kánya és dögkeselyű; a gyurgyalag, a mediterrán vészmadár és a baleári vészmadár (Puffinus mauretanicus) is.
Nagy termetű vadon élő emlősök nincsenek Menorcán, inkább csak nyulak, kis rágcsálók, nyuszt és a mediterrán sün.
A régmúltban az Ibériai-félszigettől elszigetelt Menorcán óriásira nőtt teknős (Geochelone gymnesica), nyúl (Nuralagus rex) és pele (Muscardinus cyclopeus) élt, de ezek mára kipusztultak, akárcsak az endemikus barlangi kecske (Myotragus balearicus). 

## Közigazgatás

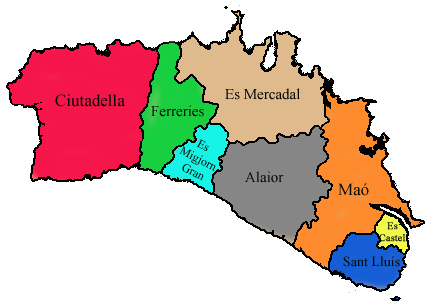
Menorca önkormányzatai

Menorcának két nagyjából egyforma méretű nagyobb települése van: Mahón és Ciutadella de Menorca. A sziget területe nyolc önkormányzat között oszlik meg:
| Önkormányzat          | Terület (km²). | Lakossága 2001-ben | Lakossága 2010-ben |
| --------------------- | -------------- | ------------------ | ------------------ |
| Ciutadella de Menorca | 186,3          | 23 103             | 29 247             |
| Ferreries             | 66,1           | 4 048              | 4 620              |
| Es Mercadal           | 138,3          | 3 089              | 5 398              |
| Es Migjorn Gran       | 31,4           | 1 167              | 1 539              |
| Alaior                | 109,9          | 7 108              | 9 399              |
| Mahón (Maó)           | 117,2          | 23 315             | 29 050             |
| Es Castell            | 11,7           | 6 424              | 7 926              |
| Sant Lluís            | 34,8           | 3 270              | 7 204              |
| Összesen              | 695,7          | 71 524             | 94 383             |

## Fordítás
- Ez a szócikk részben vagy egészben  a   Minorca című angol Wikipédia-szócikk ezen változatának fordításán alapul.  Az eredeti cikk szerkesztőit annak laptörténete sorolja fel. Ez a jelzés csupán a megfogalmazás eredetét és a szerzői jogokat jelzi, nem szolgál a cikkben szereplő információk forrásmegjelöléseként.

1. ↑  https://www.ine.es/dynt3/inebase/index.htm?padre=525